# All My Friends Hate Me
All My Friends Hate Me è un film britannico di genere commedia dell'orrore, diretto da Andrew Gaynord. L'attore Tom Stourton appare nelle doppie vesti di protagonista e co-sceneggiatore.

## Trama
Pete riceve un invito da parte dei suoi amici dell'università, che non vede da molti anni ma che vorrebbero trascorrere con lui il giorno del suo compleanno presso una tenuta dei genitori di uno di loro, George. L'uomo parte lasciando a casa la compagnia Sonia, che lo raggiungerà non appena sarà libera dagli impegni lavorativi. Durante il tragitto in auto, Pete rischia di essere aggredito da un clochard che dorme in macchina e che ha accidentalmente svegliato. All'arrivo presso la tenuta di George, l'uomo subisce un primo scherzo dall'amico, che finge in un primo momento che l'invito non fosse veritiero. Pete ha dunque modo di ricongiungersi con Archie e Claire, quest'ultima sua ex fidanzata oltre che amica, e con Fig, la moglie di George che ancora non conosceva.
Alla tenuta è presente anche Harry, uomo spiritoso che cerca di stare sempre all'attenzione, che i suoi amici hanno conosciuto in un pub qualche giorno prima. La situazione inizia a condirsi di momenti divertenti ma anche di molti equivoci: Pete ha la sensazione che Harry lo abbia preso di mira, che cerchi di metterlo in cattiva luce coi suoi amici, tanto da pensare che sia in realtà il clochard incrociato durante il tragitto. A tratti gli sembra di ricevere messaggi subliminali inerenti al suo passato. Pete racconta inoltre a George di aver deciso di proporre a Sonia di sposarlo: Harry sente la conversazione, dopo di che Claire sparisce improvvisamente dopo aver presumibilmente saputo della sua intenzione di sposare Sonia.
Il gruppo si reca al pub: Pete viene lasciato da solo con Harry in tale frangente, il quale lo insegue minacciosamente con un'accetta prima di arrivare al pub. Si trattava di uno scherzo organizzato dal gruppo, che ha perfino prenotato l'intero pub per festeggiare, tuttavia ciò scatena angosce ancora maggiori in Pete, da sempre affetto da ansia e per questo anche in cura da uno psicoterapeuta. L'uomo cerca sempre di parlare del proprio lavoro e non sempre è a suo agio con i colleghi universitari, che sembrano rimasti molto più legati alla mentalità da ventenni. Dopo il pub, il gruppo va a sparare a dei piccioni: lo stesso George ha pagato per questo, ed effettivamente Pete si diverte, tuttavia tutti sembrano scontenti per il fatto che non sia riuscito a colpire neanche un uccello.
Tornati a casa, il gruppo scopre che Claire è di nuovo lì: la donna era stata semplicemente a trovare un parente e, anche se aveva capito da sola i piani di Pete, non è turbata da essi. Proprio mentre i due parlano Sonia, che per molte ore si era resa irreperibile, arriva alla tenuta: questo scatena nuove dinamiche mettono la coppia al centro dell'attenzione e sembrano scontentare Harry; Pete nota che Harry scrive su un blocco appunti quasi ogni cosa che Pete dice. Pete si rende conto che qualcuno ha alterato le pillole che prende per curare l'ansia e, nel frattempo, nota che Harry sta parlando con Sonia: i due eventi combinati lo portano ad andare in maggiore paranoia, minacciare Harry e rivelare a Sonia la sua storia con Claire: la donna tuttavia ne era già a conoscenza, lo stesso Pete glielo aveva detto molti anni prima.
Riunitasi tutti in casa, gli invitati assistono alla principale sorpresa del compleanno: la presenza di un comico che parodia Pete, motivo per il quale Harry stava segnando tutto ciò che diceva. Tutti sono divertiti dalla parodia, tuttavia alcune battute infastidiscono particolarmente Pete, il quale si convince che Harry sia in realtà il fratello di una ragazza con problemi mentali che lui ha inavvertitamente spinto al suicidio quando era un adolescente. La rivelazione sconvolge il gruppo, tuttavia Harry non è quell'uomo ma un altro loro ex collega universitario che ai tempi era solito esibirsi come mago e frequentare saltuariamente il gruppo. La rivelazione tuttavia non calma del tutto Pete, che continua ad essere infastidito dalle battute di Harry. Quando George gli fa notare come siano soltanto le sue paranoie ad avergli rovinato il compleanno, Pete ha un raptus e finisce col rompere un vaso in testa a Harry. In seguito allo sconcerto per il gesto, Pete e Sonia vanno via in macchina quasi come se niente fosse: la donna accetta dunque di sposarlo.

## Produzione
Il film rappresenta la prima sceneggiatura cinematografica del duo comico Totally Tom, costituito appunto da Tom Stouton e Tom Parler.

## Accoglienza

### Pubblico
Il film ha incassato circa 210 mila dollari al botteghino.

### Critica
Sull'aggregatore Rotten Tomatoes il film riceve il 89% delle recensioni professionali positive con un voto medio di 6,8 su 10 basato su 63 critiche, mentre su Metacritic ottiene un punteggio di 71 su 100 basato su 19 critiche.